# Carex canina
Carex canina är en halvgräsart som beskrevs av Stephen Troyte Dunn. Carex canina ingår i släktet starrar, och familjen halvgräs. Inga underarter finns listade i Catalogue of Life.